# Nathaniel William Wraxall
Nathaniel William Wraxall (ur. 8 kwietnia 1751, zm. 7 listopada 1831) – brytyjski dyplomata i agent handlowy. W młodości pracował dla Kompanii Wschodnioindyjskiej. W latach od 1777 do 1779 podróżował po stolicach Europy Środkowej i Wschodniej, zbierając informacje o stanie gospodarki tych krajów dla swoich mocodawców w Londynie. Wraxall patrzył krytycznym okiem na ekonomiczną niedojrzałość elit odwiedzanych krajów. Stwierdził, że nawet rząd turecki troszczy się bardziej o handel i gospodarkę niż rząd polski.
Cała brytyjska sieć dyplomatyczna w odwiedzanych przez Wraxalla krajach miała mu służyć pomocą. W Warszawie informacje dla niego zbierał sam ambasador J.K.M. Jerzego III Thomas Wroughton. Jego Memoirs of the Courts of Berlin, Dresden, Warsaw and Wienna, in the Years 1777, 1778, and 1779 stanowią cenne źródło historyczne zarówno dla historyków gospodarki, jak i historyków zajmujących się życiem dworskim. Wraxall zyskał zaufanie i sympatię Józefa II i Stanisława Augusta Poniatowskiego.